# Glotis
La glotis és l'espai entre les cordes vocals, a la laringe. També se l'anomena fenedura glòtica o rima glòtica (rima glottidis). Queda delimitada per l'obertura de les cordes vocals i els cartílags aritenoides. El múscul responsable de tancar l'espai glòtic és el múscul aritenoidal.

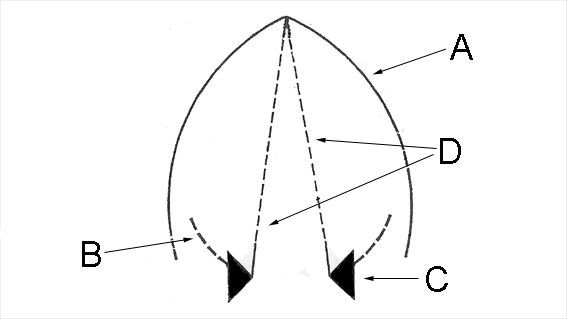
Cartílag aritenoide

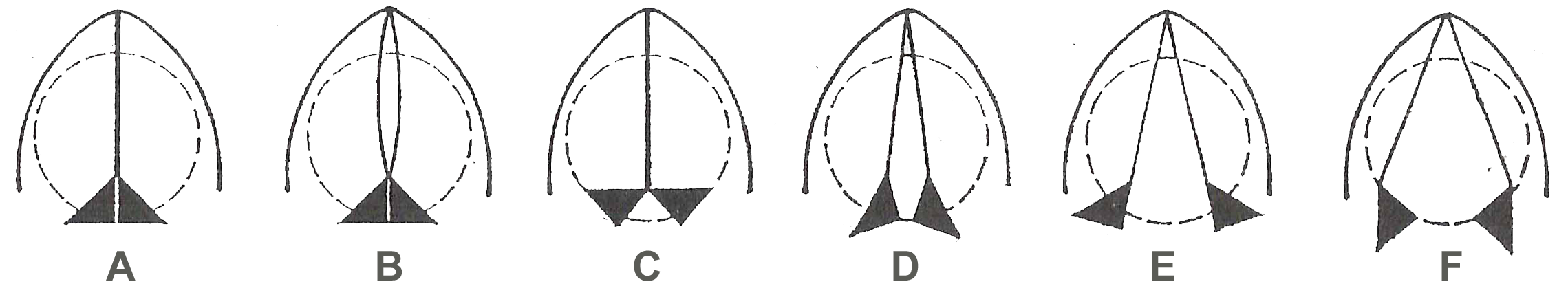
Posicions de la glotis

Alguns autors, seguint la Nomina Anatomica, consideren que la glotis és la zona on es produeix la veu i inclou els plecs vocals i l'espai comprès entre aquests i els aritenoides, que correspondria a la fenedura glòtica, que varia de forma i dimensions segons que els plecs vocals estiguin separats o apropats.
Se subdivideix normalment en dues parts:
- Una d'anterior, anomenada intermembranosa o glottis vocalis, que és la que hi ha entre les cordes vocals.
- Una de posterior, que rep el nom d'intercartilaginosa i és la que hi ha entre els cartílags aritenoides. També se l'anomena glotis intercartilaginosa, glotis respiratòria, o espai interaritenoidal.

La presència dels plecs vocals divideix la cavitat laríngia en tres regions o compartiments. Hi ha variacions en la seva classificació segons els autors:
- La glotis. Tenint en compte el concepte de compartiment mitjà, hi ha qui n'inclou la glotis i els ventricles laringis o de Morgagni. Altres autors situen aquests ventricles dins la regió supraglòtica.
- La supraglotis o el compartiment superior o vestíbul laringi. S'estén des de la glotis fins a l'entrada de la laringe a la faringe o aditus laringi. Per als autors que parlen de compartiment superior, el límit inferior són els plecs vestibulars o cordes vocals falses; per als que parlen de supraglotis, el límit n'és la glotis.
- La infraglotis, subglotis, o compartiment inferior. S'estén per la part inferior des dels plecs vocals fins a la zona d'unió amb la tràquea, en el caire inferior del cartílag cricoide. Clínicament, es considera que la subglotis s'inicia en un pla horitzontal situat a 1 cm per sota del pla que forma la cara superior dels plecs vocals.